# 夏家族
『夏家族』（なつかぞく）は、東海テレビ制作・フジテレビ系列で、1987年7月6日～10月2日に放送された昼ドラマである。

## 概要
両親の離婚をきっかけに三人の子供達が非行に...

## キャスト
- 浅茅陽子
- 橋爪功
- 絵沢萌子
- 本郷功次郎
- 楠トシエ
- 塚本信夫
- 太田淑子
- 藤田敏章
- 石川博之
- 竹井みどり
- 桜井浩子
- 増岡弘
- 奈美悦子
- 佐々木勝彦
- 中島葵

## スタッフ
- 演出:平松敏男、井村次雄
- 脚本:須川栄三